# Roc-aux-Sorciers
Roc-aux-Sorciers a neve annak a júra időszaki tengeri üledékes mészkő sziklafalnak, amelynek tövében találhatók a Bourdois-menedék és a Taillebourg-barlang Poitou-Charentes régióban, Vienne megyében, az Anglin folyó jobb partján, Angles-sur-l’Anglin-től 1,5 km-re. A sziklamenedék monumentális sziklafaragást rejt, amit a régészek a felső paleolitikumra, a magdaléni kultúra középső idejére tesznek (i. e. 15 000–14 000). A barlangból több száz faragott, vésett, festett kőtömb került elő. A Roc-aux-Sorciers 1955 óta Franciaország építészeti műemlékei közé tartozik. Nevének jelentése Boszorkányok sziklája.

## A sziklafal kutatása
A régészeti lelőhely két részből áll, a Taillebourg-barlangból és a Bourdois-menedékből (az egykori parcellák tulajdonosainak neve után). A barlang és a menedék közötti rész még feltárásra vár. Lucien Rousseau műkedvelő régész fedezte fel a Taillebourg-barlangot. A tulajdonos engedélyével kezdte kutatni 1927-ben. A barlang bejárata előtt fekvő kőtömbök egyikén vésett mamutfejet vélt felfedezni Henri Breuil. Állati csontmaradványok (szajga, rénszarvas, barlangi medve, mamut, capra, farkas, róka, macskafélék) és kovakőből, rénszarvas agancsból, csontból és elefántcsontból készült szerszámok is előkerültek. A Bulletin de la Société préhistorique française 1933-ban közölte Rousseau beszámolóját a barlangról.
1947 és 1957 között Dorothy Garrod angol régész és Suzanne de Saint-Mathurin végeztek intenzív kutatásokat a helyszínen. Számos sziklatömböt találtak, amelyek faragott, vésett, néha festett sztyeppei bölényt, lovat, tülkösszarvút, macskaféléket, sőt emberalakot is ábrázoltak. A kőtömböket, amelyek a barlang plafonjáról szakadtak le, a Saint-Germain-en-Laye-i Nemzeti Régészeti Múzeumba (Musée d’archéologie nationale) szállították. Garrod és Saint-Mathurin 1950-ben fedezték fel a több mint 20 m hosszú faragott, vésett és helyenként festett frízt az alacsony belmagasságú Bourdois-menedékben. Bölényeket, lovakat, nagy testű caprákat, macskaféléket, az őskőkorszaki vénuszszobrokra emlékeztető fej és láb nélküli női alakokat ábrázolnak. Az állatfigurák rendkívül aprólékosan kidolgozottak. A mozgásban lévő nyájban megkülönböztethetők a nőstények, a hímek és a fiatal állatok. A La Chaire-à-Calvin menedék frízével mutat sok hasonlóságot témájában, technikájában. A menedék feletti sziklaperem egykor leszakadt, és ezek a kőtömbök védték meg a frízt az enyészettől, a pusztulástól. A fríz alsó részét még üledék borítja, a feltárás folyamatban van. A feltárás és konzerválás miatt a Roc-aux-Sorciers jelenleg csak virtuálisan látogatható.